# Ратнапура (підрозділ окружного секретаріату)
Підрозділ окружного секретаріату Ратнапура — підрозділ окружного секретаріату округу Ратнапура, провінції Сабарагамува, Шрі-Ланка. Складається з 53 Грама Ніладхарі.